# Hrob Jana Palacha
Náhrobek Jana Palacha se nachází v Praze na Olšanských hřbitovech. V roce 2019 byl vyhlášen kulturní památkou i národní kulturní památkou.

## Historie
Bronzový náhrobek s reliéfem lidského těla vytvořil Olbram Zoubek. Sochař, který sejmul Palachovu posmrtnou masku, byl i autorem původního náhrobku, odstraněného úřady v červenci 1970. Palachův hrob na Olšanských hřbitovech byl hojně navštěvován a stal se místem a připomínkou odporu proti okupaci. Ani takovou tichou symboliku nechtěl normalizační režim tolerovat. Záhy poté, kdy byl hrob osazen bronzovým náhrobkem s motivem ležící postavy, který vytvořil sochař Olbram Zoubek, byla Palachova matka vyrozuměna, že jej musí dát odstranit, neboť byl údajně zhotoven v rozporu s předloženou dokumentací. Když pozůstalí nereagovali, byla demontáž v létě 1970 provedena úředně.
Sochař Olbram Zoubek vzpomínal, že s Palachovou tetou usilovali o zachování podoby hrobu s náhrobkem nebo alespoň o odsunutí rozhodnutí; žádali bezvýsledně v kanceláři presidenta Svobody, na pražském magistrátu i na správě Olšanských hřbitovů.
Režimu vadil i samotný hrob, který navštěvovalo mnoho lidí. Návštěvy neustaly ani poté, co byla v červenci 1970 odstraněna bronzová náhrobní deska. Tu několik měsíců nato roztavili a rodina měla zakázáno na hrob umístit novou.
„Upozorňuji na nepříznivou situaci, která se soustavně při příležitosti různých výročí vyvíjí kolem hrobu Jana Palacha na Olšanských hřbitovech. Toto místo se stále stává dostaveníčkem protisocialistických a nepřátelských elementů, včetně provokativních návštěv vízových cizinců.“ – z návrhu zástupce náčelníka Správy StB Praha mjr. Karla Kupce na přemístění hrobu Jana Palacha, 6. září 1973

Na Olšanských hřbitovech se nachází replika původního náhrobku.